# الأمير لويس، دوق نيمور

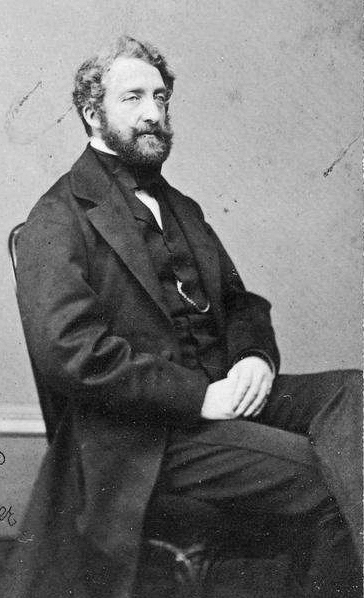
الأمير لويس، دوق نيمور.

صاحب السمو الأمير لويس اورليانز، دوق نيمور (بالفرنسية: Louis d'Orléans) (25 أكتوبر 1814 - 26 يونيو 1896) كان الابن الثاني للملك لويس فيليب الأول ملك فرنسا وزوجته ماريا أماليا من نابولي وصقلية.